# Anastazius Papáček
Anastazius Papáček, křtěný Anastázius Václav Matěj (22. ledna 1867 Chrudim – 24. prosince 1919 Královské Vinohrady) byl český malíř a profesor kreslení.

## Život
Anastazius Papáček byl synem chrudimského malíře Josefa Papáčka.
V roce 1889 dokončil Akademii výtvarného umění ve Vídni. Po studiích vyučoval v různých českých městech. Později působil na reálce na Vinohradech jako profesor kreslení. Vyučoval spolu s Juliem Bouzem. Jeho žákem byl také pozdější akademický malíř Josef Srbek. Anastazius Papáček prosazoval ve výuce kreslení nový směr, který publikoval v mnoha knihách – učebnicích výtvarného směru.
Práce svých žáků vystavoval v Londýně a v Leedsu. Sám maloval hlavně staré lidové umění. Byl hlavně malíř-krajinář. Oblíbeným zdrojem jeho prací bylo okolí Turnova, Jičína a Nové Paky.
Jeho obrazy krajin byly otištěny v Českém světě, Máji a jiných časopisech. Také přispíval do Ottových Čech a Lehnerových Dějin umění národa českého.
Po jeho smrti uspořádalo na přelomu let 1931–1932 velkou výstavu jeho děl chrudimské muzeum.
Torza jeho nedokončených prací odkoupilo Ministerstvo školství a osvěty pro Národopisné muzeum.

## Dílo
- Vývoj a význam ornamentu v průmyslu uměleckém až po naši dobu (V. Hampl, 1892)
- Praktická perspektiva (Ed. Beaufort, 1912)
- Předlohy ku kreslení (B. Kočí,1919)

## Galerie

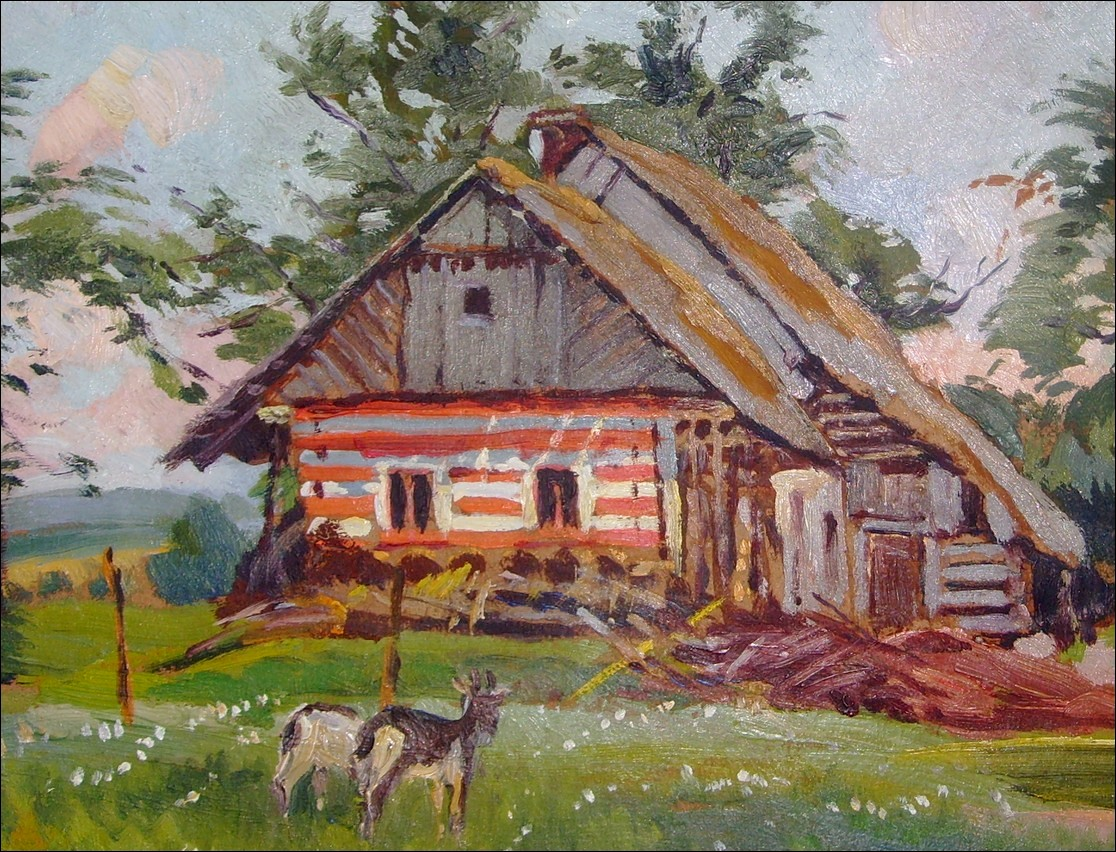
Česká chalupa z Turnovska (kolem 1910)
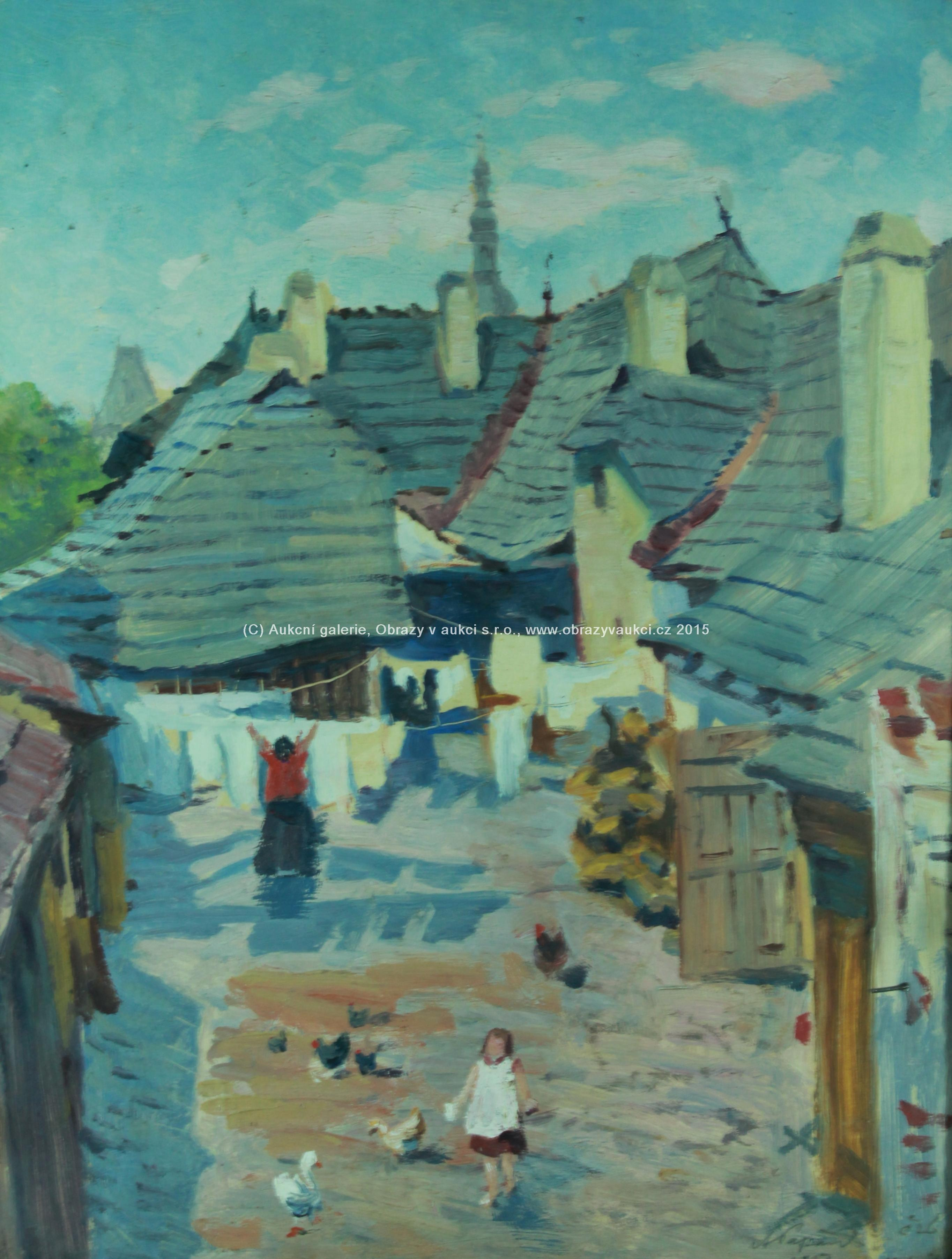
Tábor – zmizelý koutek
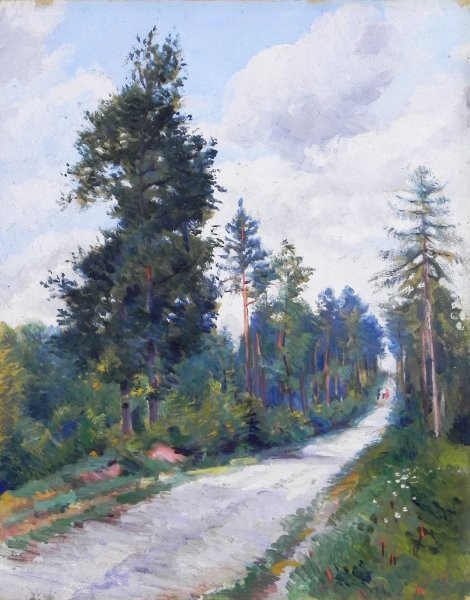
Lesní cesta v karlštejnských lesích